# Bạc má sồi
Bạc má sồi (danh pháp khoa học: Baeolophus inornatus) là một loài chim trong họ Bạc má.
Liên minh Điểu học Mỹ chia Bạc má một màu thành Bạc má sồi và Bạc má bách xù vào năm 1996, do sực khác biệt về giọng hót, nơi sống ưa thích, thành phần gene. 
Bạc má sồi nhỏ, màu xám pha nâu với mào nhỏ. Mặt một màu, và phía dưới màu xám nhẹ hơn. Chim trống và chim mái có bề ngoài như nhau.
Loài này sống quanh năm trên sườn Thái Bình Dương, là loài định cư từ miền nam Oregon phía nam qua California phía tây của Sierra Nevada đến Baja California, nhưng phạm vi phân bố của nó bao quanh trung tâm thung lũng San Joaquiny, nó thích mở rừng cây gỗ sồi khô, ấm và gỗ sồi-thông ở cao độ thấp đến trung bình nhưng cũng có thể được tìm thấy trong các khu rừng có đủ cây sồi.
Loài chim này ngủ trong các hốc cây, tán lá rậm rạp, hoặc các nhà chim. Nó tạo thành các cặp hoặc nhóm nhỏ, nhưng không tạo thành đàn lớn. Nó có thể tham gia đàn chim hỗn hợp nhiều loài sau khi mùa sinh sản để tìm kiếm thức ăn. Các cặp chim ở lại với nhau sau khi mùa sinh sản.
Bạc má sồi ăn côn trùng và nhện, và đôi khi vẫn thấy bắt côn trùng trong không trung. Chúng cũng ăn quả mọng, hạt sồi và một số hạt khác. 
Bạc má sồi xây tổ trong một lỗ chim gõ kiến, hốc tự nhiên, hoặc một hộp làm tổ, lót ổ bằng cỏ, rêu, bùn, tóc, lông, và lông thú. Nó sinh sản vào tháng Bảy, với đỉnh điểm trong tháng Tư và tháng Năm, mỗi tổ có 3-9 trứng, thường là 6-8. Chim mẹ ấp trứng 14-16 ngày. Chim bố và chim mẹ cùng nuôi chim non trong tổ 16-21 ngày. Chim bố và chim mẹ có xu hướng chăm sóc chim con thêm 3-4 tuần sau khi chúng rời khỏi tổ.